# Liste der Monuments historiques in Meloisey
Die Liste der Monuments historiques in Meloisey führt die Monuments historiques in der französischen Gemeinde Meloisey auf.

## Liste der Objekte
| Bezeichnung                                  | Beschreibung                                                  | Standort                       | Kennzeichnung | Schutzstatus | Datum | Bild |
| -------------------------------------------- | ------------------------------------------------------------- | ------------------------------ | ------------- | ------------ | ----- | ---- |
| Gemälde Sieben Priester zu Füßen der Madonna | Ölfarbe auf Holz, bezeichnet 1616                             | in der Kirche St-Pierre (Lage) | PM21001464    | Classé       | 1901  |      |
| Skulptur Salvator mundi                      | Kalkstein, 16. Jahrhundert                                    | in der Kirche St-Pierre (Lage) | PM21001466    | Classé       | 1944  |      |
| Skulptur Heilige Katharina von Alexandrien   | Holz, 16. Jahrhundert                                         | in der Kirche St-Pierre (Lage) | PM21001467    | Classé       | 1944  |      |
| Skulptur Johannes der Täufer                 | Kalkstein, 16. Jahrhundert                                    | in der Kirche St-Pierre (Lage) | PM21001468    | Classé       | 1944  |      |
| Gemälde Kreuzigung                           | Ölfarbe auf Holz, bezeichnet 1590                             | in der Kirche St-Pierre (Lage) | PM21001469    | Classé       | 1944  |      |
| Taufbecken mit Baldachin                     | Kalkstein, bemalt, bezeichnet 1707                            | in der Kirche St-Pierre (Lage) | PM21001469    | Classé       | 1989  |      |
| Stifterinschrift für die Kapelle St-Edme     | Kalkstein, 17. Jahrhundert; mit Rahmen                        | in der Kirche St-Pierre (Lage) | PM21002629    | Classé       | 1991  |      |
| Gemälde Petrus                               | Ölfarbe auf Leinwand, Holzrahmen, Anfang des 18. Jahrhunderts | in der Kirche St-Pierre (Lage) | PM21003826    | Inscrit      | 1985  |      |
| Skulptur Madonna mit Kind (1)                | Holz, 15. Jahrhundert                                         | in der Kirche St-Pierre (Lage) | PM21001463    | Classé       | 1901  |      |
| Grabstein für Jean Larchier                  | Kalkstein, 16. Jahrhundert                                    | in der Kirche St-Pierre (Lage) | PM21001465    | Classé       | 1938  |      |
| Skulptur Madonna mit Kind (2)                | Holz, farbig gefasst, 18. Jahrhundert                         | in der Kirche St-Pierre (Lage) | PM21003785    | Inscrit      | 1981  |      |
| Grabstein für die Familie Misserey           | Stein, 17. Jahrhundert                                        | in der Kirche St-Pierre (Lage) | PM21003786    | Inscrit      | 1981  |      |